# Tomáš Řepka
Tomáš Řepka, né le 2 janvier 1974 à Slavičín, est un footballeur international tchèque. Il évolue au poste de défenseur central du début des années 1990 au début des années 2010.
Après des débuts professionnels au Baník Ostrava, il évolue au Sparta Prague avec qui il remporte à quatre reprises le championnat et la coupe nationale. Transféré à la Fiorentina, il gagne avec ce club la Coupe d'Italie. Il joue ensuite à West Ham puis retourne en Tchéquie terminer sa carrière au Sparta et au SK Dynamo České Budějovice.
Il compte 46 sélections pour un but inscrit pour la Tchécoslovaquie, puis la Tchéquie entre 1993 et 2001 et dispute le Championnat d'Europe 2000 avec sa sélection.

## Carrière
- 1991-1995 : Baník Ostrava  République tchèque
- 1995-1998 : Sparta Prague  République tchèque
- 1998-2001 : AC Fiorentina  Italie
- 2001-2006 : West Ham  Angleterre
- 2006-2011 : Sparta Prague  République tchèque
- 2011-2012 : SK Dynamo České Budějovice  République tchèque

## Palmarès
- 46 sélections et 1 but en pour la Tchécoslovaquie, puis la Tchéquie entre 1993 et 2001
- Champion de Tchéquie en 1997, 1998, 2007 et 2010 avec le Sparta Prague
- Vainqueur de la Coupe de Tchéquie en 1996, 2006, 2007 et 2008 avec le Sparta Prague
- Vainqueur de la Supercoupe de Tchéquie en 2010 avec le Sparta Prague
- Vainqueur de la Coupe d'Italie en 2001 avec la Fiorentina

## Condamnation pour fraude
Condamné en février 2019 à quinze mois de prison ferme pour fraude, Tomas Repka voit sa peine alourdie à deux ans ferme en appel le 30 avril 2019.